# Liste von Bauernregeln
Die Liste von Bauernregeln ist nach dem Jahreslauf von Januar bis Dezember geordnet.

## Januar
- Auf harten Winters Zucht folgt gute Sommerfrucht.
- Im Januar dickes Eis, im Mai ein üppig Reis.
- Der Januar muss krachen, soll der Frühling lachen.
- Gibt’s im Januar Wind von Osten, tut die Erde langsam frosten.
- Januar trocken und rau, nützt dem Getreideanbau.
- Ist der Januar hell und weiß, wird der Sommer gerne heiß.
- Knarrt im Januar Eis und Schnee, gibt’s zur Ernt’ viel Korn und Klee.
- Kommt der Frost im Januar nicht, zeigt im März er sein Gesicht.
- Wächst das Gras im Januar, ist’s im Sommer in Gefahr.
- Wenn im Januar viel Nebel steigt, sich ein schönes Frühjahr zeigt.
- Anfang und Ende vom Januar zeigen das Wetter fürs ganze Jahr.
- Hat der Januar viel Regen, bringt’s den Früchten keinen Segen.
- Im Januar viel Muckentanz verdirbt die Futterernte ganz.
- Januar ganz ohne Schnee tut Bäumen, Bergen und Tälern weh.
- So viele Tropfen im Januar, so viel Schnee im Mai.
- Soll man den Januar loben, muss er frieren und toben.
- Wirft der Maulwurf im Januar, dauert der Winter bis Mai sogar.
- Auf trockenen, kalten Januar folgt viel Schnee im Februar.
- Januar muss vor Kälte knacken, wenn die Ernte soll gut sacken.

### 1. Januar: Neujahr, Hochfest der Mutter Maria
- Wie St. Kathrein (25. November) wird’s Neujahr sein.
- Anfang und Ende vom Januar zeigen das Wetter für ein ganzes Jahr.
- Die Neujahrsnacht hell und klar deutet auf ein reiches Jahr.
- Neujahrsnacht still und klar deutet auf ein gutes Jahr.
- Morgenrot am ersten Tag/Neujahrstag Unwetter bringt und große Plag’.
- Wenn’s um Neujahr Regen gibt, oft um Ostern Schnee noch stiebt.
- Am Neujahrstage Sonnenschein lässt das Jahr uns fruchtbar sein.

### 2. Januar: St. Makarios (Makarius), St. Basilius
- Makarius das Wetter prophezeit für die ganze Erntezeit.
- Wie das Wetter an Makarius war, so wird der September: trüb oder klar.
- Makarius, der weiß bestimmt, was das ganze Jahr so bringt.
- Wie der Basilius, so der September.

### 3. Januar: St. Genoveva
- Bringt Genoveva uns Sturm und Wind, so ist uns Waltraud (9. April) oft gelind.

### 6. Januar: Heilige Drei Könige, Erscheinung des Herrn
- Von Weihnachten bis zum Dreikönigstag aufs Wetter man wohl achten mag, denn wie das Wetter sich da verhält, so ist es die neuen Monate bestellt.
- Wie sich das Wetter vom Christfest bis Dreikönig hält, ist es meist auch danach bestellt.
- Ist bis Dreikönig kein Winter, so kommt keiner mehr dahinter.
- Ist bis Dreikönig kein Winter geworden, verdient er bis Ostern auch keinen Orden.
- Kam bis Dreikönig der Winter nicht, kommt er auch bis Ostern nicht.
- Zeigt der Winter bis Dreikönig selten sein grimmiges Gesicht, zeigt er es auch bis Ostern nicht.
- Ist Heiligdreikönig sonnig und still, der Winter vor Ostern nicht weichen will.
- Ist Dreikönig hell und klar, gibt’s viel Wein im neuen Jahr.

### 8. Januar: St. Erhard/Severin
- Sankt Erhard mit der Hack’ steckt die Wintertag/Feiertag in den Sack.
- Der Erhard mit der Hack’, der steckt Weihnachten in den Sack.
- Wenn es dem Severin gefällt, bringt er mit die große Kält’.

### 9. Januar: St. Julian, St. Gregor
- Sankt Julian bricht das Eis; bricht er es nicht, umarmt er es.
- Sankt Julian bricht das Eis, oder er bringt’s mit von seiner Reis’.
- Scheint an Gregor die Sonne, herrscht bei Korn- und Weinbauern Wonne.

### 10. Januar: Paulus Einsiedel
- An Sankt Pauli Sonnenschein bringt viel Korn und guten Wein
- Ist der Paulustag gelinde, gibt’s im Frühjahr raue Winde.
- Lässt Paulus keine Tropfen fallen, gibt’s zur Heuzeit wenig Ballen.

### 15. Januar: St. Habakuk
- Spielt auch die Muck’ um Habakuk, der Bauer nach dem Futter guck.
- Die Schnake, die hat leichtes Spiel, bringt der Januar der Wärme viel. Jedoch sticht uns’re Mücke nicht, schwillt auch nicht Habakuks Gesicht.

### 16. Januar: St. Theobald, St. Marcellus
- Der Theobald, der Theobald, der macht unsere Häuser kalt.
- Die Kälte, die kommt angegangen, wenn bei Theobald die Tage langen.
- Wie das Wetter an Marzellus war, wird’s im September: trüb oder klar.

### 17. Januar: St. Antonius
- Wenn zu Antoni die Luft ist klar, gibt’s ein trockenes Jahr.
- Große Kälte am Antoniustag manchmal nicht lange halten mag.
- Der Antonius mit dem weißen Bart, wenn’s da nicht regnet, er mit dem Schnee nicht spart.
- Um Antonius nehmen die Tag zu um eine kleine Mönchesruh’.
- Große Kält’ am Antonitag, große Hitz’ am Lorenzitag (10. August).
- Am Schnee nicht spart Sankt Anton mit dem weißen Bart.

### 20. Januar: St. Fabian, St. Sebastian
- An Fabian und Sebastian fängt Baum und Tag zu wachsen an.
- An Fabian und Sebastian fängt der rechte Winter an.
- Um Fabian und Sebastian, da fängt der Baum zu saften an.
- An Fabian und Sebastian soll der Saft in die Bäume gahn.
- Sturm und Frost an Fabian ist allen Saaten wohlgetan.
- Fabian im Nebelhut, der tut den Bäumen/Pflanzen gar nicht gut.
- Tanzen um Fabian schon die Mücken, muss man später den Kühen das Futter bezwicken.
- Sebastian je kälter und heller – dann werden Scheuer und Fässer umso völler.
- Sonnenschein um Fabian und Sebastian, der lässt den Tieren das Futter ausgah’n.
- Um Fabian und Sebastian, da nimmt auch der Tauber die Taube an.

### 21. Januar: St. Agnes
- Wenn Agnes und Vincentus (→ 22. Januar) kommen, wird neuer Saft im Baum vernommen.
- Die Agnessonne hat weder Kraft noch Wonne.
- Sonnenschein am Agnestag, die Frucht wurmstichig werden mag.
- Scheint zu Agnes die Sonne, wird später die Ernte zur Wonne.
- Ziehen Wolken am Agnestag über den Grund, bleibt die Ernte stets gesund.

### 22. Januar: St. Vinzenz
- Beim heiligen Vincentius gibt’s neuen Frost oder Winterschluss.
- An St. Vinzent, da hat der Winter noch kein End’.
- Kommt Sankt Vinzenz tief im Schnee, bringt das Jahr viel Heu und Klee.
- Wenn Agnes und der Vinzenz kommen, wird neuer Saft im Baum vernommen. (→ 21. Januar)
- An dem Tag Vinzenzius jede Rebe treiben muss.
- Wie’s Wetter am St. Vinzenz war, so kann’s auch sein das ganze Jahr: Schönes Wetter bringt Gewinn, drum merk’ den Tag in deinem Sinn.
- An Vinzenzi voller Sonnenschein lässt uns hoffen auf Korn und Wein // … bringt uns reichlich Korn und Wein // … bringt dem Winzer guten Wein,
- Vinzenzi Schein bringt viel Wein.
- Scheint die Sonne an Vinzenzi blass, mit gutem Wein füllt sie das Fass.
- Hat der Vinzenz Wasserflut, ist es für den Wein nicht gut; schüttet es gar in die Wann’ – o weh, wie wird er dann?
- Geht der Vinzenz im Schnee, gibt es viel Heu und Klee.

### 25. Januar: Pauli Bekehrung
- Am Tage Pauli Bekehr der halbe Winter hin, der halbe Winter her.
- St. Paulus kalt mit Sonnenschein, da wird das Jahr wohl fruchtbar sein.
- Je kälter unser Pauli und auch heller, desto voller werden Scheune und Keller.
- Scheint die Sonne schön an Pauli Bekehrung, bringt es den Früchten gute Bescherung.
- Ist an Pauli Bekehr das Wetter schön, werden wir ein warmes Frühjahr seh’n; ist es aber feucht und schlecht, kommt das Frühjahr spät als fauler Knecht.
- Wenn die Sonne am Paulustage scheint, wird stets ein gutes Jahr gemeint. Wird es aber schneien oder regnen, kann uns ein mäßiges Jahr begegnen.
- Wenn’s an Pauli regnet oder schneit, folget eine teure Zeit.
- Pauli Bekehr – kein Winter mehr.
- Pauli bekehr dich – halber Winter, scher dich.
- Ist es an Paulus klar, kommt ein gutes Jahr.
- Hat er Wind, regnet’s geschwind.
- Wenn’s aber regnet oder auch schneit, wird teuer das Getreid’.
- Ist der Nebel stark, füllt Krankheit den Sarg.
- Doch Gott allein, der wendet alle Pein (Schmerz).

### 26. Januar: St. Timotheus, Bischof von Ephesus
- Timotheus bricht das Eis; hat es keins, so macht er eins.

### 30. Januar: St. Martina von Rom
- An Martina Sonnenschein verheißt viel Frucht und guten Wein.
- Scheint an Martina die Sonne mild, ist sie der guten Ernte Bild.
- Wenn der Jänner viel Regen bringt, werden die Gottesäcker gedüngt.
- Bringt Martina Sonnenschein, hofft man auf viel Korn und Wein.

### 31. Januar: Vigilius von Trient (Überführung der Gebeine)
- Friert es stark um Vigilius, im März viel Kälte kommen muss.
- Anfang und Ende vom Januar zeigen das Wetter für ein ganzes Jahr.

## Februar
- Der Februar muss stürmen und blasen, soll das Vieh im Lenze grasen.
- Wenn im Februar die Mücken geigen, müssen sie im Märzen schweigen.
- Spielen die Mücken im Februar, frier’n Schaf’ und Bien’ das ganze Jahr.
- Ein nasser Februar bringt ein fruchtbar Jahr.
- Je nasser ist der Februar, desto nasser wird das ganze Jahr.
- Ist der Februar trocken und kalt, kommt im März die Hitze bald.
- Ist der Februar trocken und kalt, kommt im Frühjahr Hitze bald.
- Lässt der Februar Wasser fallen, so lässt’s der März gefrieren.
- Nebel im Februar – Kälte das ganze Jahr.
- Heftiger Nordwind im Februar vermelden ein fruchtbar Jahr.
- Wenn der Nordwind doch nicht will, so kommt er sicher im April.
- Im Februar müssen die Stürme fackeln, dass dem Ochsen die Hörner wackeln.
- Ist’s im Februar zu warm, friert man zu Ostern bis in den Darm.
- Februar mit Frost und Wind macht die Ostertage lind.
- Im Hornung Schnee und Eis, macht den Sommer lang und heiß.
- Wenn’s im Februar nicht schneit, schneit’s in der Osterzeit.
- Kalter Februar gibt ein gutes Roggenjahr.
- Wenn’s der Hornung gnädig macht, bringt der Lenz den Frost bei Nacht.
- Alle Monate im Jahr verwünschen einen schönen Februar.

### 2. Februar: Mariä Lichtmess, Darstellung des Herrn
- An Lichtmess fängt der Bauersmann neu mit des Jahres Arbeit an.
- Lichtmess im Klee, Ostern im Schnee.
- Auf Lichtmess lasst es Winter sein, kommt der Frühling bald herein.
- Nach Lichtmess kann’s gern Winter sein, kommt der Frühling früh herein.
- Gibt’s an Lichtmess Sonnenschein, wird’s ein später Frühling sein.
- An Lichtmess Sonnenschein, der bringt noch viel Schnee herein; gibt es aber Regen und keinen Sonnenblick, ist der Winter fort und kehrt nicht mehr zurück.
- Scheint an Lichtmess die Sonne klar, gibt’s noch späten Frost und kein fruchtbar’ Jahr; doch wenn es an Lichtmess stürmt und schneit, ist der Frühling nicht mehr weit.
- Um Lichtmess hell und schön – da wird der Winter niemals geh’n.
- Fällt Regen um Lichtmess nieder, kommt auch der Winter kaum wieder.
- Wenn’s zu Lichtmess stürmt und tobt, der Bauer sich das Wetter lobt; scheint jedoch die Sonne froh – dann Bauer, verwahr’ dein Stroh.
- Je stürmischer es um Lichtmess ist, desto sicherer ein gutes Frühjahr ist.
- Um Lichtmess sehr kalt, wird der Winter nicht alt.
- Es wird gewöhnlich sehr lang kalt, wenn der Nebel zu Lichtmess fallt.
- Scheint an Lichtmess die Sonne, geraten die Bienen gut.
- Um Lichtmess Lerchengesang, macht um den Lenz nicht bang.
- Singt die Lerche jetzt schon hell, geht’s unserm Bauern an das Fell.
- Sonnt sich der Dachs in der Lichtmess-Woche, geht er auf 4 Wochen wieder zu Loche.
- Lichtmess – halbes Futter gefress’ (= Wintervorrat ist zur Hälfte verbraucht)
- Wenn zu Lichtmess die Sonne glost, gibt’s im Februar viel Schnee und Frost
- Wenn’s zur Lichtmeß stürmt und schneit, ist der Frühling nicht mehr weit. Ist’s zur Lichtmess hell und klar, ist der Winter weder halb noch gar.
- Ist’s zu Lichtmess klar und hell, kommt der Frühling nicht so schnell.
- Wenn’s zu Lichtmess stürmt und schneit, so ist der Frühling nicht mehr weit. Doch ist’s zu Lichtmess mild und warm, dann friert’s zu Ostern, dass Gott erbarm.
- Wenn’s an Lichtmess stürmt und schneit, ist der Frühling nicht mehr weit, ist es aber klar und hell, kommt der Lenz noch nicht so schnell.[1]

### 3. Februar: St. Blasius von Sebaste
- Sankt Blasius ist auf Trab und stößt dem Winter die Hörner ab.
- Sankt Blas’ und Urban (25. Mai) ohne Regen folgt ein guter Erntesegen.

### 5. Februar: St. Agatha von Catania
- Am Fünften, am Agathentag, da rieselt das Wasser den Berg hinab.
- Agathe, unsere Gottesbraut, die macht, dass Schnee und Eis wegtaut.
- Den Tag der heiligen Agathe, der war oftmals reich an Schnee.
- An St. Agathe Sonnenschein, bringt recht viel Korn und guten Wein.

### 6. Februar: St. Dorothea
- Manchmal bringt die Dorothee uns den allermeisten Schnee.
- Die heilige Dorothee watet gerne durch den Schnee.
- Sankt Dorothee bringt meist Schnee.
- Nach dem Dorotheentag, kein Schnee mehr gerne kommen mag.
- Bringt Dorothee recht viel Schnee, bringt der Sommer guten Klee.

### 9. Februar: St. Apollonia
- Kommt die Jungfrau Apollonia, sind auch bald die Lerchen wieder da.
- Ist’s an Apollonia feucht, der Winter oft sehr spät entfleucht.

### 12. Februar: St. Eulalia von Barcelona
- Sankt Eulalia Sonnenschein, bringt viel Obst und guten Wein.
- Eulalia im Sonnenschein bringt viel Äpfel und Apfelwein.

### 14. Februar: St. Valentin von Terni (Valentinstag)
- Am Tage des St. Valentein, da friert das Rad samt Mühle ein.
- Hat der Valentin viel Regenwasser, wird der Frühling noch viel nasser.
- Ist’s am Valentin noch weiß, blüht zu Ostern schon das Reis.

(„Reis“ heißt hier nicht das Getreide (der Reis), sondern die „jungen Triebe“ (das Reis, Reisig).)
- Am Tag von Sankt Valentin, gehen Eis und Schnee dahin.
- Hat’s zu Sankt Valentin gefroren, ist das Wetter lang verloren.
- Kalter Valentin, früher Lenzbeginn.
- Vor Valentin friert das Rad samt Mühlbach ein.

### 16. Februar: St. Simeon, Bischof von Metz
- Friert’s an Simeon ganz plötzlich, bleibt der Frost nicht lang gesetzlich.
- Der Simon zeigt mit seinem Tage, der Frost ist nicht mehr lange Plage.

### 18. Februar: St. Simon, Gemeindeleiter
- Der Simon zeigt mit seinem Tage, der Frost ist nicht mehr lange Plage.
- Friert es um den Simon plötzlich, bleibt der Frost nicht lang „gesetzlich“.
- Nach dem Simonstage soll uns der Frost nicht lange plage’.

### 21. Februar: St. Felix I., Bischof von Metz
- Felix und Petrus (22. Februar) zeigen an, was wir vierzig Tag für Wetter ha’n.

### 22. Februar: Petri Stuhlfeier
- Der Klemens (23. November) uns den Winter bringt,

St. Petri Stuhl dem Frühling winkt;
den Sommer bringt uns St. Urban (25. Mai),
der Herbst fängt nach dem Barthel (24. August) an.
- Wenn’s friert auf Petri Stuhlfeier, friert’s noch vierzehnmal heuer.
- Weht es sehr kalt um Petri Stuhl, denn bleibt’s noch 14 Tag kuhl.
- Wie’s Petrus vor Mathias macht, so bleibt’s noch 40 Nacht
- Die Nacht zu Petri Stuhl zeigt an, was wir noch 40 Tag für Wetter han.
- Ist Petri Stuhlfeier kalt, hat der Winter noch 40 Tage Gewalt.
- War’s in der Petersnacht sehr kalt, hat der Winter noch lange Gewalt.
- Ist St. Petrus kalt, hat die Kält’ noch lang Gewalt.
- Petri Stuhlfeier kalt, da wird der Winter sehr alt.
- Gefriert es in der Petersnacht, dann auch noch lang das Eise kracht.
- Hat Petri Stuhlfeier noch viel Eis und viel Ost (= Wind), bringt der Februar noch starken Frost.
- Nach der Kälte der Petersnacht, verliert bald der Winter seine Kraft.
- Ist es an Sankt Peter kalt, hat der Winter noch lange Halt.
- Ist es mild und nach Petri offen der Bach, kommt auch kein großes Eis mehr nach.
- Wenn zu St. Petri die Bäche sind offen, wird später kein Eis mehr auf ihnen getroffen.
- Ist an Petrus das Wetter gar schön, kann man bald Kohl und Erbsen säen.
- Schließt Petrus die Wärme auf und der Matthias (24. Februar) dann wieder zu, so friert das Kalb noch in der Kuh.

### 24. Februar: St. Matthias, Apostel
- Schließt Petrus (22. Februar) die Wärme auf und der Matthias dann wieder zu, so friert das Kalb noch in der Kuh.
- Der Matthias bricht’s Eis, doch sacht’, sonst kommt die Kälte im Frühjahr zu Macht.
- Der Matthias, ja der bricht das Eis, und hat er keins, so macht er eins.
- War es an Matthias kalt, auch der Frost noch lang anhalt.
- Ist es an St. Matthias kalt, hat die Kälte noch lang Gewalt.
- Wenn neues Eis Matthias bringt, so friert es noch 14 Tage; wenn noch so schön die Lerche singt – die Nacht bringt neue Plage.
- Trat Matthias stürmisch ein, kann’s bis Ostern Winter sein.
- Hat Mattheis seine Hack’ verloren, wird erst St. Joseph (19. März) das Eis durchbohren.
- Die Sonne an Matthias, die wirft ’nen heißen Stein ins Eis.
- Der Matthias hat uns lieb, er gibt dem Baum den ersten Trieb.
- Nach dem Mattheis, da geht kein Fuchs mehr übers Eis.
- Nach dem Mattheis, da trinkt die Lerche aus dem Gleis.
- Wenn der Matthias kommt herbei, legt das Huhn das erste Ei.
- Bald nach dem Matthiastag, da springen die Frösche in den Bach.
- Imker, am Matthiastag, deine Biene fliegen mag.

### 25. Februar: St. Walburga, Äbtissin von Heidenheim
- Wenn sich Sankt Walburgis zeigt, der Birkensaft nach oben steigt.
- Walburgaschnee tut immer weh.
- Sankt Burgel geht dem Winter an die Gurgel.

### 26. Februar: St. Alexander von Alexandria
- Alexander und Leander (27. Februar) riechen Märzenluft miteinander.

### 27. Februar: St. Leander von Sevilla
- Alexander (26. Februar) und Leander riechen Märzenluft miteinander.

### 28. Februar: St. Romanus von Condat
- Sankt Roman hell und klar bedeutet ein gutes Jahr.

### 29. Februar: St. Roman
- Sankt Roman hell und klar, bedeutet ein gutes Jahr.
- War der Romanus hell und klar, bedeutet es ein gutes Jahr.
- An Romanus und Lupizinius (21. März) – unsere Sonne scheinen muss.

## März
- Der März soll wie ein Wolf kommen und wie ein Lamm gehen.
- Ein fauler, feuchter März ist jedes Bauern Schmerz.
- Märzgrün ist bald wieder hin.
- Märzensonne – kurze Wonne.
- Fürchte nicht den Schnee im März, darunter schlägt ein warmes Herz.
- Märzenschnee und Jungfernpracht halten oft nur eine Nacht.
- Wenn im März die Veilchen blühn, an Ludwig (25. August) schon oft die Schwalben ziehn.
- Schnee, der erst im Märzen weht, abends kommt und gleich vergeht.
- Siehst du im März gelbe Blumen im Freien, magst du getrost deinen Samen streuen.
- Säst du im März zu früh, ist’s oft vergeb’ne Müh’.
- Wie’s im März regnet, wird’s im Juni regnen.
- Gibt’s im März zu vielen Regen, bringt die Ernte wenig Segen.
- Märzenstaub bringt Gras und Laub.
- Lässt der März sich trocken an, bringt er Brot für jedermann.
- Märzenstaub und Märzenwind guten Sommers Vorboten sind.
- Auf Märzenregen folgt kein Sonnensegen.

### 1. März: St. Albin, Bischof von Angers
- Regnet’s stark an Albinus, macht’s dem Bauern viel Verdruss.
- Sankt Albin im Regen, kein Erntesegen.
- Wenn’s an Sankt Albin regnet, gibt es weder Heu noch Stroh.

### 3. März: St. Kunigunde
- Sankt Kunigund macht warm von unt’.
- Lachende Kunigunde, die bringt uns frohe Kunde.

(Regen an diesem Tag sollte kein gutes Zeichen für die kommende Ernte sein!)
- War Kunigunde tränenschwer, so bleibt oft die Scheuer leer.
- Ist die Kunigunde tränenschwer, bleiben Scheuer und Fass oft leer.
- Wenn’s donnert um die Kunigund, treibt’s der Winter noch lange bunt.
- Wenn es an Kunigunden friert, der Frost noch 40 Nächte regiert.

### 6. März: St. Fridolin
- Um den Tag des Fridolin, da zieht der letzte Winter hin.
- Nach Fridolin, da zieht der Winter hin.
- Mit ihren Schafen wieder hin, so zieh’n die Schäfer an Fridolin.
- Nach dem Tag des Fridolein, da muss der Pflug auf dem Felde sein.

### 7. März: St. Perpetua und St. Felizitas
- Perpetua und Felizitas, die bringen uns das erste Gras.

### 8. März: St. Cyprian
- Wenn’s donnert um St. Cyprian, zieht man noch oft die Handschuh’ an.

### 10. März: 40 Märtyrer / 40 Ritter
- 40 Ritter mit Eis und Schnee, tun dem Ofen noch 40 Tage weh.
- Die 40 Ritter gar noch mit Eis und Schnee, die tun den Öfen noch lange weh.
- Regen den die Vierzig senden, wird erst nach 40 Tagen enden.
- Wie das Wetter auf 40 Märtyrer fällt, 40 Tage dasselbe anhält.
- Wie es an 40 Ritter wittert, wittert es noch 40 Tage.
- Friert’s am 40-Ritter-Tag, so kommen noch 40 Fröste nach.
- Wie unser Wetter auf 40 Ritter fällt, es sich noch 7 Wochen hält.

### 11. März: Rosamunde
- Sturm und Wind an Rosamunde bringen eine gute Kunde.
- Bringt Rosamunde Sturm und Wind, so ist Sybilla (19. März) uns gelind.

### 12. März: St. Gregor
- Weht um Gregori stark der Wind, noch 40 Tage windig sind.
- Gregor zeigt dem Bauern an, dass im Feld er säen kann.
- Wenn Gregorius sich stellt, muss der Bauer auf das Feld.
- Der Gregor zeigt dem Bauern an, ob er die Saat jetzt säen kann, denn so, wie sich Gregori stellt, so muss er mit der Saat aufs Feld.
- Um den Tag des St. Gregor, da kommen auch die Schwalben vor.
- An Gregor kommt die Schwalbe über des Meeres Port – und an Bartholomäus (24. August) ist sie dann wieder fort.
- Nach dem Tag des Gregorei legt auch die wilde Ent’ ihr Ei.

### 15. März: St. Lukretia (Leocritia)
- Lukretia feucht, Kornsäcke leicht.

### 17. März: St. Gertrud
- Sonniger Gertrudentag, Freud’ dem Bauer bringen mag.
- Ist Gertrud sonnig, wird’s dem Gärtner wonnig.
- Die Gertrud mit dem frommen Sinn, sie ist die erste Gärtnerin.
- Gertraude nützt dem Gärtner fein, wenn sie kommt mit Sonnenschein.
- Friert’s an Gertrud der Winter noch vierzig Tage nicht ruht.
- Sieht Sankt Gertrud Eis, wird das ganze Jahr nicht heiß.

### 19. März: St. Josef, St. Sibylle
- Josephi klar, ein gutes Jahr
- Hat der Matthias (24. Februar) endlich seine Hack’ verloren, wird der Joseph schon das Eis durchbohren.
- Ist es an Josephus klar, wird es ein gesegnet’ Jahr.
- Ist’s am Josephstag klar, folgt ein fruchtbar Jahr.
- Wenn einmal Josephi is(t), endet der Winter ganz gewiss.
- Ist es am Josephstage schön, kann es nur gut weitergeh’n.
- Bringt Rosamunde (11. März) Sturm und Wind, so ist Sibylla uns gelind.

### 20. März: Frühlingsanfang (20. oder 21. März)
- Wie das Wetter am Frühlingsanfang, so ist es den ganzen Sommer lang.
- Wie das Wetter um den Frühlingsanfang, so hält es sich meist den Sommer lang.
- Wie sich die Sonne zum Frühling wendet, so auch unser Sommer endet.

### 21. März: St. Benedikt / St. Lupicinius
- Wie das Wetter sich zeigt nach Benedikt eine Woche lang, so zeigt’s sich auch den ganzen Sommer lang.
- Der Benedikt leitet deine Hand, säest du mit ihm die Frucht ins Land.
- Soll das Korn gar üppig stehen, so soll man es an St. Benedikt säen.
- Willst du Gerste, Erbsen, Zwiebeln dick, so säe sie nach St. Benedikt.
- St. Benedikt, der macht die Möhren dick.
- Nach Benedikt, da achte wohl, dass man den Hafer säen soll.
- Nach Benedikt, da achte wohl, dass man jetzt alles säen soll.
- Nach des Benedikten Tag, man Erbsen und Zwiebeln legen mag.
- An Romanus (29. Februar) und Lupizinius, die Sonne scheinen muss.

### 23. März: St. Otto
- Weht kalter Wind am Ottotag, das Wild noch vier Wochen Eicheln mag.

### 24. März: Erzengel Gabriel
(Die katholische Liturgiereform von 1969 verlegte den Gedenktag auf den 29. September.)
- Scheint auf Sankt Gabriel die Sonn’, hat der Bauer viel Freud’ und Wonn’.

### 25. März: Mariä Verkündigung
- An Mariä Verkündigung kommen die Schwalben wiederum.
- An Mariä Verkündung hell und klar ist ein Segen für das ganze Jahr.
- Die Maria bindet die Reben auf und nimmt auch noch leichten Frost in Kauf.
- Hat’s nach der Mariennacht gefroren, werden noch 40 Fröste geboren.
- Ist Mariä schön und hell, kommt viel Obst auf alle Fäll’.
- Kommen noch Nebel nach diesem Tag – den Reben kein Frost mehr schaden mag.
- Schöner Verkündungsmorgen befreit von vielen Sorgen.
- Sternenmengen am Verkündungsmorgen befreit den Landmann von vielen Sorgen.
- War vor Mariä Verkündung der Nachthimmel hell und klar, bedeutet es ein gutes Wetterjahr.
- Wenn Maria sich verkündet, Storch und Schwalbe heimwärts findet.
- Ist Marien schön und klar, naht die ganze Schwalbenschar.

### 26. März: St. Ludger
- Ist es um Ludger draußen feucht, bleiben auch die Kornböden leicht.

### 27. März: St. Rupert
- Ist an Rupert der Himmel wieder rein, so wird er’s auch im Juli sein.

### 29. März: St. Berthold
- Wie St. Berthold gesonnen, so der Frühling wird kommen.
- Wie der 29. März, so der Frühling.

### 30. März
- Wie der 30. März, so der Sommer.

### 31. März
- Wie der 31. März, so der Herbst.

## April
- Der April tut, was er will.
- Der April kann rasen. Nur der Mai hält Maßen.
- Wenn der April bläst in sein Horn, so steht es gut um Heu und Korn.
- Wenn der April Spektakel macht, gibt’s Korn und Heu in voller Pracht.
- Je eher im April der Schlehdorn blüht, je früher der Bauer zur Ernte zieht.
- Heller Mondschein im April schadet den Blüten nicht.
- Aprilschnee ist der Grasbrüter.
- Aprilschnee bringt Gras und Klee.
- Aprilwetter und Kartenglück wechseln jeden Augenblick.
- April und Weiberwill ändern sich schnell und viel.
- Blüht die Esche vor der Eiche, gibt es eine große Bleiche (= trockener Sommer), 
blüht die Eiche vor der Esche, gibt es eine große Wäsche (= verregneter Sommer).

### 1. April: 1. April
- Scherz verscheut Unheil.
- Den 1. April musst du gut übersteh’n, dann kann dir nichts Böses mehr gescheh’n.
- Säen am 1. April verdirbt den Bauern mit Stumpf und Stiel.

### 2. April: St. Rosamunde
- Bringt die Rosamunde viel Sturm und auch Wind, ist er viel später uns gelind.

oder: Bringt Rosamunde Sturm und Wind, so ist Sybille (29. April) uns gelind.
- Sturm und Wind an Rosamunde bringt dem Bauern gute Kunde.

### 3. April: St. Chrestus und St. Pappus
- Wer an Christian säet Lein’, bringt schönen Flachs in seinen Schrein.

### 4. April: St. Ambrosius
- War’s an Ambrosius schön und rein, wird’s an Florian (4. Mai) umso wilder sein.
- Der heilige Ambrosius schneit oft dem Bauern auf den Fuß.
- Erbsen säe an Ambrosius, so tragen sie reich und geben Mus.
- Ist Ambrosius schön und rein, wird Sankt Florian (4. Mai) ein Wilder sein.

### 5. April: St. Vinzenz
- Ist Sankt Vinzenz Sonnenschein, bringt es viele Körner ein.
- Tritt St. Vinzenz in die Hall’, bringt er uns die Nachtigall.
- Ist Sankt Vinzenz Sonnenschein, gibt es viel und guten Wein.

### 8. April: St. Amantius/Amandus
- Wenn es viel regnet um den Amantiustag, ein dürrer Sommer folgen mag.
- Ist’s um Amandus schön, wird der Sommer keine Dürre seh’n.

### 9. April: St. Waltraud
- Hört Waltraud nicht den Kuckuck schrein, dann muss er wohl erfroren sein.
- Bringt Genoveva (3. Januar) uns Sturm und Wind, so ist uns Waltraud oft gelind.

### 10. April: St. Ezechiel/Hesekiel
- An Ezechiel, dem 100. Tag nach Neujahr, da säe Leinsamen, dann gedeiht er wunderbar.
- Ezechiel, mach schnell, mach’s fein, tu deinen Lein’ ins Geld hinein.

### 13. April: St. Martin
- So wie Martin es will, so zeigt sich dann der ganze April.

### 14. April: St. Tiburtius
- Tiburtius kommt mit Sang und Schall, er bringt den Kuckuck und die Nachtigall.
- Wenn der Tiburtius schellt, grünt der Garten und das Feld.
- Am Tiberiustag die Natur nun endlich grünen mag.
- Grüne Felder am Tiburtiustag, die ziehen viel Getreide nach.
- Tiburtius kommt uns sehr gelegen, mit seinem grünen Blättersegen.
- Nach dem Tiburtiustag alles, alles grünen mag.

### 15. April: Kuckuckstag
- Der 15. April der Kuckuckstag heißen will.
- Am 15. April der Kuckuck rufen soll, und müsste er rufen aus einem Baum, der hohl.
- Tiburtius ist des Bauern Freund, doch nur, wenn auch der Kuckuck schreit.

### 22. April
- Gewitter vorm Georgiustag (23. April), folgt gewiss noch Kälte nach.
- Wenn vor Georgi Regen fehlt, wird man hernach damit gequält.

### 23. April: St. Georg
- Sankt Georg kommt nach alten Sitten zumeist auf einem Schimmel angeritten.

(Schimmel = die letzten Schneeflocken des Frühlings)
- Kommt der Georg auf einem Schimmel, kommt ein gutes Frühjahr vom Himmel.
- Ist’s an Georgi warm und schön, wird man noch rauhe Wetter seh’n.
- Ist’s an Georgi hell und warm, gibt’s noch ein Wetter, dass Gott erbarm.
- Georg und Markus (25. April) ganz ohne Trost, erschrecken uns sehr oft mit Frost.
- Gab es Gewitter am Georgitag, so folgt gewiss noch Kälte nach.
- Auf St. Georgs Güte stehen alle Bäum’ in Blüte.
- Was bis Georgi die Reben treiben, wird ihnen nicht bis zum Gallus (16. Oktober) bleiben.
- Zu Georgi „blinde“ Reben, volle Trauben später geben.
- Sind die Reben an Georg noch „blutt“ und blind, freut sich der Winzer mit Frau und Kind.
- Am Georgstag zeigt sich schon die Schwalbe einen Augenblick und zieht sich nochmal zurück.
- Kann der Georg im Korn die Krähe verstecken, wird sich das Mehl häufen zu prallen Säcken.
- Am Georgstag soll sich das neue Korn schon so recken, dass sich die Krähe drin kann verstecken.
- Es deutet eine gute Ernte an, wenn sich zu Georg schon die Krähe im Korn verstecken kann.
- Des St. Georgs Pferd, das tritt den Hafer in die Erd.
- Der Georgstag, der ist der Pferde Ehrentag.
- Georgi bringt grüne Schuh.

(Früher mussten die Kinder ab diesem Tag auf ihre Winterschuhe verzichten.)
- Zu Georgi blinde Reben, volle Trauben wird es später geben.

### 24. April: St. Fidelis
- Wenn’s friert an Sankt Fidel, bleibt’s 15 Tag noch kalt und hell.

### 25. April: St. Markus
- Georg (23. April) und Markus ganz ohne Trost, erschrecken uns sehr oft mit Frost.
- Georgus (23. April) und Marks,

die bringen oftmals was Arg’s;
Philippi und Jakobi (1. Mai),
sind dann noch zwei Grobi;
Pankraz, Servaz, Bonifazi (12., 13., 14. Mai),
das sind erst drei Lumpazi.
Oft der Urban gar (25. Mai),
ist streng fürwahr,
und Peter und Paul (29. Juni),
die sind meist nur faul.
- Wie jetzt an Markus sich das Wetter hält, so ist es auch oft im Herbst zur Ernte bestellt.
- Vor dem Markustag, sich der Bauer hüten mag.
- Gibt’s an Markus Sonnenschein, hat der Winzer guten Wein.
- Ist’s jetzt um den Markus warm, friert man danach bis in den Darm.
- Wer erst zu Markus legt die Bohnen, dem wird er’s reichlich lohnen; doch Gerste, die sei längst gesät, denn nach dem Markus ist’s zu spät.
- An Markus, da versteckt die Socken, unsere Krähe im Roggen.
- Bauen um Markus schon die Schwalben, so gibt’s viel Futter, Korn und Kalben.
- Leg erst nach Sankt Markus Bohnen, er wird’s dir lohnen.

### 27. April: St. Petrus Canisius (Kanisius), Zita
- Hat Sankt Peter das Wetter schön, kannst du Kohl und Erbsen sä’n.
- Auf des heiligen Peters Fest sucht der Storch sein Nest.

### 28. April: St. Vital/Vitalis
- Ist es noch kalt auf St. Vital, friert es uns noch fünfzehnmal.
- Friert’s an Sankt Vidal, friert es wohl noch fünfzehnmal.

### 30. April: Walpurgisnacht
- Regen in der Walpurgisnacht hat stets ein gutes Jahr gebracht.
- In der Walpurgisnacht Regen bringt uns reichen Erntesegen.
- Walpurgisfrost ist schlechte Kost.
- Walpurgisnacht Regen oder Tau – auf ein gutes Jahr bau.
- Sturm und Wind in der Walpurgisnacht hat Scheune und Keller vollgemacht.
- Auf ihren Besen mit bösem Sinn reiten die Hexen zum Blocksberg hin.

(Angeblich treffen sich an diesem Tag die Hexen auf dem Blocksberg = Brocken im Harz.)
- Ist die Hexennacht voll Regen, wird’s ein Jahr mit reichlich Segen.

## Mai
- Donner und Fröste im Wonnemond, Müh’ und Arbeit wenig lohnt.
- Das Jahr fruchtbar sei, wenn’s viel donnert im Mai.
- Ist der Mai recht heiß und trocken, kriegt der Bauer kleine Brocken.
- Ist der Mai kühl und nass, füllt’s dem Bauern Scheun’ und Fass.
- Wenn im Mai die Wichteln schlagen, läuten sie von Regentagen.
- Regen im Mai bringt fürs ganze Jahr Brot und Heu.
- Gewitter im Mai bringen Früchte herbei.
- Ein Bienenschwarm im Mai ist wert ein Fuder Heu.
- Mairegen bringt Segen.
- Ein nasser Mai schafft Milch herbei.
- Ein kühler Mai wird hochgeacht’, hat stets ein gutes Jahr gebracht.
- Grünt die Eiche vor der Esche, gibt’s im Sommer große Wäsche. Treibt die Esche vor der Eiche, bringt der Sommer große Bleiche.

### 1. Mai: Philippus und Jakobus, Walburga
- Am 1. Mai Reif oder nass, macht den Bauern immer Spaß.
- So viele Fröste vor Wenzeslaus (28. September) fallen, so viele nach Philippi folgen.
- Wenn die Sonne gut ist am 1. Mai, gibt es viel Korn und ein gutes Heu.
- Wenn es regnet am 1. Mai, regnet es auch weiter glei’.
- Regnet’s am ersten Maientag, viele Früchte man erwarten mag.
- Wenn’s Wetter gut am 1. Mai, gibt es viel und gutes Heu.
- Wenn der 1. Mai schellt, grünt das ganze Feld.
- Fällt am 1. Mai Reif, so hofft man auf ein gutes Jahr.
- Fällt Reif am 1. Mai, bringt er im Feld viel Segen herbei.
- Kommt der 1. Mai mit Schall, bringt er Kuckuck und Nachtigall.
- Sind Philippus und Jakobus nass, hat der Bauer großen Spaß.
- Philippi und Jakobi – viel fress’ i, wenig hab’ i.

(Die Bauern warteten auf die nächste Ernte; sie mussten mit ihren Vorräten auskommen.)

### 3. Mai: Kreuzauffindung, St. Jakobus, St. Philippus
- Wie’s Wetter am Kreuzauffindungstag, bis Himmelfahrt es bleiben mag.
- Wenn es am Kreuztag heftig regnet, werden alle Nüsse leer und sind nicht gesegnet.
- Zu Philipp und Jakobi Regen bedeutet viel Erntesegen.
- Am Sankt Philips Tag die Linsen zum Felde trag.

### 4. Mai: St. Florian
- War’s an Ambrosius (4. April) schön und rein, wird’s an Florian umso wilder sein.
- Der Florian, der Florian, noch einen Schneemann/hut setzen (tragen) kann.

### 7. Mai: St. Stanislaus
- Wenn sich naht Sankt Stanislaus, schlagen alle Bäume aus.
- Wenn sich naht Sankt Stanislaus, rollen die Kartoffel heraus.
- Wenn Tränen weint der Stanislaus, das tut uns gar nicht leid, es werden blanke Heller draus, in ganz kurzer Zeit.

### 10. Mai: St. Gordian
- Der Gordian, der Gordian, der richtet oft noch Schaden an.
- Florian (4. Mai) und Gordian richten oft noch Schaden an.
- Dem kleinen Gordian man nicht trauen kann.
- Bohnen leg dir erst an, ist vorbei St. Gordian.
- Dem Gordian, dem Gordian, man besser niemals trauen kann.

### 11. Mai: St. Mamertus (Eisheiliger)
(Eisheilige = Mamertus, Pankratius, Servatius, Bonifatius und Sophie!)
- Georgus und Marks (23. und 25. April),

die bringen oftmals was Arg’s;
Philippi und Jakobi (1. Mai),
sind dann noch zwei Grobi;
Pankraz, Servaz, Bonifazi (12., 13., 14. Mai),
das sind erst drei Lumpazi.
Oft der Urban gar (25. Mai),
ist streng fürwahr,
und Peter und Paul (29. Juni),
die sind meist nur faul.
- Der heilige Mamerz,

der hat von Eis ein Herz;
Pankratius hält den Nacken steif,
sein Harnisch klirrt von Frost und Reif;
Servatius’ Hund der Ostwind ist –
hat schon manch’ Blümlein totgeküsst;
und zum Schluss, da fehlet nie,
die eisigkalte Sophie.
- Pankrazi, Bonifazi, Servazi sind drei frostige Lumpazi. Und zum Schluss fehlt nie die kalte Sophie.
- Mamertus, Pankratius und hinterher Servatius, sind gar gestrenge Herrn, die ärgern die Bauern und auch die Winzer gern.
- Mamertus, Pankratius, Servatius, die bringen oft Kälte und Verdruss, doch auch der Bonifazi, das ist erst ein Lumpazi.
- Pankratius, Servatius, Bonifatius, der Winzer sie beachten muss: Geh’n sie vorüber ohne Regen, bringt’s dem Weine großen Segen.
- Gehen die Eisheiligen ohne Frost vorbei, schreien die Bauern und Winzer juchhei.

### 12. Mai: St. Pankratius (Eisheiliger)
- Georgus und Marks (23. und 25. April),

die bringen oftmals was Arg’s;
Philippi und Jakobi (1. Mai),
sind dann noch zwei Grobi;
Pankraz, Servaz, Bonifazi (12., 13., 14. Mai),
das sind erst drei Lumpazi.
Oft der Urban gar (25. Mai),
ist streng fürwahr,
und Peter und Paul (29. Juni),
die sind meist nur faul.
- Wenn’s an Pankratius gefriert, so wird im Garten viel ruiniert.
- Pankratius hält den Nacken steif, sein Harnisch klirrt von Frost und Reif.
- Ist Sankt Pankratius schön, wird guten Wein man sehn.
- Wenn es am Pankratiustag schön ist, so ist das gutes Zeichen zu einem schönen und reichen Herbst.
- Pankraz und Servaz, zwei böse Brüder, was der Frühling gemacht, zerstören sie wieder.
- Pankraz muss vorüber sein, will man vor Nachtfrost sicher sein.

### 13. Mai: St. Servatius (Eisheiliger)
- Georgus und Marks (23. und 25. April),

die bringen oftmals was Arg’s;
Philippi und Jakobi (1. Mai),
sind dann noch zwei Grobi;
Pankraz, Servaz, Bonifazi (12., 13., 14. Mai),
das sind erst drei Lumpazi.
Oft der Urban gar (25. Mai),
ist streng fürwahr,
und Peter und Paul (29. Juni),
die sind meist nur faul.
- Servaz muss vorüber sein, will man vor Nachtfrost sicher sein.
- Nach Servaz kommt kein Frost mehr her, der dem Rebstock gefährlich wär’.
- Servatius’ Hund (Mund) der Ostwind ist – hat manches Blümlein totgeküsst.

### 14. Mai: St. Bonifaz (Eisheiliger)
- Georgus und Marks (23. und 25. April),

die bringen oftmals was Arg’s;
Philippi und Jakobi (1. Mai),
sind dann noch zwei Grobi;
Pankraz, Servaz, Bonifazi (12., 13., 14. Mai),
das sind erst drei Lumpazi.
Oft der Urban gar (25. Mai),
ist streng fürwahr,
und Peter und Paul (29. Juni),
die sind meist nur faul.
- Vor Bonifaz kein Sommer, nach der Sophie (15. Mai) kein Frost.
- Wer seine Schafe schert vor Bonifaz, dem ist die Woll’ lieber als das Schaf.

### 15. Mai: „Kalte Sophie“ (Eisheilige)
- Die kalt’ Sophie, die bringt zum Schluss ganz gern noch einen Regenguss.
- Vor Nachtfrost bist du sicher nicht, bevor Sophie vorüber ist.
- Gehen die Eisheiligen ohne Frost vorbei, schreien die Bauern und Winzer Juchei.

### 16. Mai: St. Nepomuk
- Der Nepomuk uns das Wasser macht, dass uns ein gutes Frühjahr lacht.
- Heiliger Sankt Nepomuk treib uns die Wassergüsse z’ruck.
- Lacht zu Nepomuk die Sonne, dann gerät der Wein zur Wonne.
- Heiliger Nepomuk bring’ uns die Wassergüss’ zuruck.

(= Umkehrung des vorherigen Spruches, wenn es an diesem Tag zu starken Sonnenschein gab und die Hitze auf den Feldern brannte.)

### 24. Mai: St. Esther
- Lein, gesät an Esthern, wächst am allerbesten.

### 25. Mai: St. Urban
- Georgus und Marks (23. und 25. April),

die bringen oftmals was Arg’s;
Philippi und Jakobi (1. Mai),
sind dann noch zwei Grobi;
Pankraz, Servaz, Bonifazi (12., 13., 14. Mai),
das sind erst drei Lumpazi.
Oft der Urban gar,
ist streng fürwahr,
und Peter und Paul (29. Juni),
die sind meist nur faul.
- Der Klemens (23. November) uns den Winter bringt,

St. Petri Stuhl (22. Februar) dem Frühling winkt;
den Sommer bringt uns St. Urban,
der Herbst fängt nach dem Barthel (24. August) an.
- Wie sich das Wetter an Urban verhält, so ist’s noch 20 Tage bestellt.
- Das Wetter um den St. Urban zeigt auch des Herbstes Wetter an.
- Scheint die Sonne hell am Urbanitag, wächst guter Wein nach alter Sag’; wenn es aber regnet, ist nichts gesegnet.
- Viel Sonne bringen muss St. Orben, sonst die Trauben leicht verdorben.
- Wenn der Urban kein gut’ Wetter hält, das Weinfass in die Pfütze fällt.
- Urban, lass’ die Sonne scheinen, damit wir nicht beim Weine weinen.
- Wie der Urban sein Wetter hat, so findet’s auch in der Lese statt.
- Der Urban mit viel Sonnenschein, der segnet unsere Fässer ein.
- Sankt Blas’ (3. Februar) und Urban ohne Regen, folgt ein guter Erntesegen.
- Sankt Urban hell und rein, gibt viel Korn und guten Wein.

### Corpus Christi / Fronleichnam
- Corpus Christ schön und klar, guter Wein in diesem Jahr.

### 31. Mai: St. Petronella / Maria Königin
- Gibt es an Petronella Regen, wird sich auch das Getreide/der Hafer legen.
- Wer erst Hafer sät an Petronell, dem wächst er gerne, gut und schnell.
- Ist es klar an Petronell, messt den Flachs ihr mit der Ell’.
- Nach schönem Wetter bei Petronell, da messt den Flachs ihr mit der Ell’.

## Juni
- Menschensinn und Juniwind ändern sich oft sehr geschwind.
- Ohne Tau kein Regen heißts im Juni allerwegen.
- Im Juni kühl und trocken, gibt’s was in die Milch zu brocken.
- Was im Juni nicht wächst, gehört in den Ofen.
- Wenn im Juni der Nordwind weht, das Korn zur Ernte trefflich steht.
- Gibt’s im Juni Donnerwetter, wird gewiss das Getreide fetter.
- Im Juni ein Gewitterschauer macht das Herz gar froh den Bauer.
- Wenn kalt und nass der Juni war, verdirbt er das ganze Jahr.
- Ist der Juni warm und nass, gibt’s viel Korn und noch mehr Gras.
- Im Juni viel Donner bringt einen trüben Sommer.

### 1. Juni: St. Fortunatus, St. Justin
- War’s an Fortunatus klar, gibt’s ein gutes Erntejahr.
- Schönes Wetter auf Fortunat, ein gutes Jahr zu bedeuten hat.
- Justin klar, gutes Jahr.

### 8. Juni: St. Medardus
- An Sankt Medardus wird ausgemacht, ob 40 Tag die Sonne lacht.
- Wie jetzt der Medardus wettert, solch Wetter 30 Tage zittert.
- Wie’s Wetter auf St. Medardi fällt, es bis zu Mondes Schlusses anhält.
- Was der Medardus für ein Wetter hält, solch Wetter auch in die Ernte fällt.
- Ein sonniger Medardustag, der stillt aller Bauern Klag’.
- Ist’s an Medardus feucht und nass, regnet’s weiter ohne Unterlass.
- Regen am Medardustag verdirbt den ganzen Heuertrag.
- Wer auf Medardus baut, der kriegt viel Flachs und Kraut.[2]

### 10. Juni: St. Margarete
- Regnet’s am Margaret(h)entage, dauert der Regen noch vierzig (auch: vierzehn) Tage.
- Hat die Margaret keinen Sonnenschein, bringt man das Heu nicht trocken rein.

### 11. Juni: St. Barnabas
- Nach Barnabas die Sonne weicht, auf Luzia (13. Dezember) sie wieder zu uns schleicht.
- St. Barnabas niemals die Sichel vergaß, er hat den längsten Tag (stimmt nicht!) und das längste Gras.
- Sankt Barnabas schneidet das Gras.
- Mit seiner Sens’ der Barnabas kommt her und schneidet ab das Gras.
- Wenn St. Barnabas bringt Regen, gibt’s reichen Traubensegen.
- Regnet es an Barnabas, schwimmen die Trauben bis ins Fass.
- Der Barnabas macht, wenn er günstig ist, wieder gut, was vielleicht schon verdorben ist.

### 13. Juni: St. Antonius
- Wenn Sankt Anton gut Wetter lacht, St. Peter (29. Juni) viel in Wasser macht.
- Regnet’s am Antoniustag, wird’s Wetter später wie es mag.
- Hat Antonius starken Regen, geht’s mit der Gerste wohl daneben.

### 15. Juni: St. Veit/Vitus
- Ist zu Sankt Veit der Himmel klar, dann gibt’s gewiss ein gutes Jahr.
- St. Veit, der hat den längsten Tag, die Luzia (13. Dezember) die längste Nacht vermag.

Hinweis: Diese Regel galt bis zur Gregorianischen Kalenderreform im Jahr 1582. Dadurch verschob sich Sommersonnenwende auf den 21. Juni und die Wintersonnwende auf den 21. Dezember.
- Nach dem St. Veit, da ändert sich bald die Jahreszeit.
- Der alte Vit, der bringt nur Regen mit.
- Das Wasser an St. Vit verträgt die späte Gerste nit.
- Regen am St. Vitustag die Gerste nicht vertragen mag.
- Regnet’s an St. Veit, Gerste nicht leid’t.
- O heiliger Vitus, regne nicht,

damit es uns nicht am Korn gebricht,
denn Regen an dem Vitustag,
die Gerste nicht vertragen mag.
- Ist der Wein abgeblüht auf St. Vit, so bringt er ein schönes Weinjahr mit.
- Nach St. Veit, da ändert sich die Zeit;

dann fängt das Laub zu stehen an,
dann haben die Vögel das Legen getan.
- Der Wind, dreht sich um St. Veit, da legt sich’s Laub auf die andere Seit’.
- Nach St. Veit, da legen sich die Blätter auf die andere Seit’.
- Hat Sankt Veit starken Regen, bringt er unermesslichen Segen.
- Wenn es an Vitus regnet, dann regnet es Pilze.

### 16. Juni: St. Benno
- Wer auf Sankt Benno baut, kriegt viel Flachs und Kraut.

### 19. Juni: St. Gervasius
- Wenn’s regnet auf St. Gervasius, es 40 Tage regnen muss.

### 21. Juni: Sommeranfang, Sommersonnenwende
(= der längste Tag des Jahres: 16 Std. 36 Min.)
- Ist die Milchstraße klar zu seh’n, bleibt das Wetter schön.
- Funkeln heut’ die Stern’, spielt der Wind bald den Herrn.

### 24. Juni: Johannistag / Geburt Johannes des Täufers
- Bis Johannis wird gepflanzt, ein Datum, das du dir merken kannst.
- Stich den Spargel nie mehr nach Johanni.
- Am Johannistag die ersten Kirch’ nach Hause trag.
- Vor Johanni bitt um Regen, nachher kommt er ungelegen.
- Das Jahr, das nimmt ein gutes End’, wenn das Emd trocken in der Scheune ist.
- Regnet’s am Johannistag, so regnet es noch vierzehn Tag.
- Reif in der Johannisnacht den Bauern Beschwerde macht.
- Sankt Johannis Regengüsse verderben die besten Nüsse.
- Wenn es am Johannistag regnet, dann regnet es Pilze.
- Bis Johanni nicht vergessen: sieben Wochen Spargel essen.

### 27. Juni: Siebenschläfertag
- Wie das Wetter sich am Siebenschläfer verhält, ist es sieben Wochen lang bestellt.
- Wenn’s am Siebenschläfer regnet, sind wir sieben Wochen mit Regen gesegnet.
- Ist der Siebenschläfer nass, regnet’s ohne Unterlass.

### 29. Juni: Peter und Paul
- Regnet’s an Peter und Paul, wird des Winzers Ernte faul.
- Peter und Paul hell und klar bringt ein gutes Jahr.

## Juli
- Trübe Aussicht an den Hundstagen, trübe Aussicht das restliche Jahr.
- Fällt kein Tau im Julius, Regen man erwarten muss.
- Im Juli muss vor Hitze braten, was im September soll geraten.
- Juli schön und klar, gibt ein gutes Bauernjahr
- Bringt der Juli heiße Glut, so gerät der September gut.
- Ein tüchtig Juligewitter ist gut für Winzer und Schnitter.
- Im Juli will der Bauer schwitzen, als untätig hinterm Ofen sitzen.

### 1. Juli: Monatsanfang
- Fängt der Juli mit Tröpfeln an, wird man lange Regen ha’n.

### 2. Juli: Mariä Heimsuchung
Hinweis: Der Festtag wurde nach dem Zweiten Vatikanischen Konzil Mitte der 1960er Jahre auf den 31. Mai verlegt.
- Mariä Heimsuch wird’s bestellt, wie’s Wetter sich 40 Tage hält.
- Geht Maria übers Gebirge nass, bleibt leer Scheune und Fass.

### 4. Juli: St. Ulrich
- Regen am Sankt Ulrich Tag macht die Birnen stichig mad.

### 8. Juli: St. Kilian
- Kilian, der heilige Mann, stellt die ersten Schnitter an.
- Ist’s zu Sankt Kilian schön, werden viele gute Tage vergehn.
- An Sankt Kilian säe Wicken und Rüben an.

### 10. Juli: Siebenbrüder
- Ist Siebenbrüder ein Regentag, so regnet’s noch sieben Wochen danach.
- Wie es die sieben Brüder treiben, soll es noch sieben Wochen lang bleiben.
- Wenn sich die sieben Brüder sonnen, kommt sieben Wochen Wonnen.
- An Siebenbrüder Regen, der bringt dem Bauern keinen Segen.

### 15. Juli: Apostelteilung
- Ist Apostelteilung schön, so kann das Wetter der sieben Brüder (10. Juli) gehn.

### 17. Juli: St. Alexius
- Wenn Alexius verregnet heuer, werden Korn und Früchte teuer.
- Wenn’s an Alexius regnet, ist die Ernt’ und Frucht gesegnet.

### 19. Juli: St. Vinzenz
- Vinzenz Sonnenschein füllt die Fässer mit Wein.

### 20. Juli: St. Margarete, St. Apollinaris
- Wie’s Wetter an St. Margaret, dasselbe noch vier Wochen steht.
- Margaretenregen wird erst nach Monatsfrist sich legen.
- Margaretens Regen bringt keinen Segen.
- Regen am Margaretentag sagt dem Hunger „Guten Tag“.
- Gegen Margareten und Jakoben, die stärksten Gewitter toben.
- An Margareten Regen, bringt Heu und Nüssen keine Segen.
- Klar muss Apollinaris sein, dann bringt man gute Ernte heim.

### 21. Juli: St. Danielie, St. Heroldus
- Das Bier schmeckt bei meiner Seel, das liegt auch am Daniel.

### 22. Juli: St. Maria Magdalena (Marlene)
- An Magdalena regnet’s gern, weil sie weinte um den Herrn.

(Ähnlich: Magdalene weint um ihren Herrn, drum regnet’s an diesem Tage gern.)
- Regnet’s am St. Magdalentag, folgt gewiss mehr Regen nach.

### 23. Juli: St. Apollinaris
- Klar muss Apollinaris sein, soll sich der Bauer freun.
- Klar muss Apollinaris sein, dann bringt man gute Ernte heim.

### 25. Juli: St. Jakobus
- Bläst Jakobus weiße Wölkchen in die Höh, sind’s Winterblüten zu vielem Schnee.
- Sind an Jakobi die Tage warm, gibt’s im Winter viel Kält’ und Harm.
- Jakobi ohne Regen deutet auf strengen Winter.
- Um Jakobi heiß und trocken, kann der Bauersmann frohlocken.
- Sankt Jakob nimmt hinweg die Not, bringt erste Frucht und frisches Brot.
- Jakobi klar und rein, wird das Christfest frostig sein.
- Gegen Margareten und Jakoben, die stärksten Gewitter toben.
- Wenn Jacobi tagt, werden die jungen Störche vom Nest gejagt.
- Wenn Jakobi kommt heran, man den Roggen schneiden kann.
- Ist Jacobus am Ort, ziehn die Störche bald fort.

### 26. Juli: St. Anna
- Sankt Anna klar und rein, wird bald das Korn geborgen sein.[3]
- Ist Sankt Anna erst vorbei, kommt der Morgen kühl herbei.
- Anna warm und trocken macht den Bauern frohlocken.

### 29. Juli: St. Olav, St. Beate, St. Lucilla und St. Ladislaus, St. Flora
- Olaf, Beate, Lucilla, Ladislaus verbrennen dem Bauern Scheun’ und Haus.
- Ist Florentine trocken ’blieben, schickt sie Raupen in Korn und Rüben.

### 31. Juli: St. Ignatius
- So wie Ignaz stellte sich ein, wird der nächste Januar sein.

## August
- Augustregen wirkt wie Gift, wenn er die reifenden Trauben trifft.
- Stellt im August sich Regen ein, so regnet’s Honig und guten Wein.
- Trübe Aussicht an den Hundstagen, trübe Aussicht das restliche Jahr.
- Je dicker die Regentropfen im August, je dicker wird auch der Most.
- Im August blüht der Schnee für den nächsten Winter, wenn weiße Wolken ziehen.
- Der Tau tut dem August so not, wie jedermann das täglich Brot.
- Nasser August macht teure Kost.
- Ist’s in der ersten Augustwoche heiß, bleibt der Winter lange weiß.
- Bringt der August viel Gewitter, wird der Winter kalt und bitter.
- Was der August nicht vermocht, kein September mehr kocht.

### 1. August: Petri Kettenfeier
- Ist’s von Petri bis Lorenzi (10. August) heiß, dann bleibt der Winter lange weiß.
- An Petri Kettenfeier von diesem Ort ziehen die Störche fort.

### 5. August: St. Oswald (Maria Schnee)
- Oswaldtag muss trocken sein, sonst werden teuer Korn und Wein.
- Regen an Maria Schnee tut dem Korn empfindlich weh.

### 7. August: St. Afra, (Maria Schnee)
- An Sankt Afra Regen kommt für den Bauer ungelegen.
- An Sankt Afra Regen fällt, den Bauern es noch lange quält.
- Regen an Mariä Schnee tut dem Korn empfindlich weh.

### 8. August: St. Dominikus
- Ist’s an Domini sehr heiß, wird der Winter lang und weiß.
- Ist’s heiß an Sankt Dominikus, der Winter mit strenger Kälte kommen muss.
- Auf Hitze an Sankt Dominikus ein strenger Winter folgen muss.
- Je mehr Dominikus schürt, je länger man im Winter friert.
- Bei Hitze an Sankt Dominikus ein strenger Winter kommen muss.

### 10. August: St. Laurentius
- Sankt Laurenz mit heißem Hauch, füllt dem Bauern Fass und Schlauch.
- Sankt Lorenz kommt in finstrer Nacht ganz sicher mit Sternschnuppenpracht.
- Sollen Obst und Trauben sich mehren, dürfen mit Laurenz die Wetter aufhören.
- Laurentius heiter und gut, einen schönen Herbst verheißen tut.
- Laurenz im Sonnenschein, wird der Herbst gesegnet sein.
- Ist’s von Petri (1. August) bis Lorenzi heiß, dann bleibt der Winter lange weiß.
- Kommt Laurentius daher, wächst das Holz nicht mehr.
- Laurenzi hol’s Wämsi, hol Schuh und Strümpf.

### 13. August: St. Hippolyt / St. Kassian (Cassianus)
- Wie das Wetter an Hippolyt, so es mehrere Tage geschieht.
- Wie das Wetter zu Kassian, hält es viele Tage lang.

### 14. August
- Leuchten vor Mariä Himmelfahrt die Sterne, dann hält sich das Wetter gerne.

### 15. August: Maria Himmelfahrt
- Wie das Wetter am Himmelfahrtstag, so der ganze Herbst sein mag.
- Scheint die Sonne hell und zart an Mariä Himmelfahrt, wird es schönen Herbst bedeuten. Sagt das Sprüchlein allen Leuten.
- Um Maria Himmelfahrt, das wisse, gibt es schon die ersten Nüsse.
- Wer Rüben will recht gut und zart, sä’ sie an Mariä Himmelfahrt.
- Mariä Himmelfahrt im Sonnenschein, bringt viel und guten Wein.
- Wie das Wetter am Himmelfahrtstag, so es noch zwei Wochen bleiben mag.

### 16. August: St. Rochus
- Wenn Sankt Rochus trübe schaut, kommen die Raupen in das Kraut.

### 18. August: St. Agapitus
- Holz, an Agapitustag geschlagen, fault nicht bis zum „Jüngsten Tag“.

### 19. August: St. Sebaldus
- Regnet’s an Sankt Sebald, nahet teuere Zeit sehr bald.

### 20. August: St. Bernhard
- Wie der Sankt Bernhard ist, man auch den September misst.

### 24. August: St. Bartholomäus (Bartheltag)
- Wie sich das Wetter am Bartheltag stellt ein, so soll’s den ganzen September sein.
- Wie Bartholomäus sich hält, so ist der ganze Herbst bestellt.
- Liegt Reif um den Barthelmtag offen, so ist ein warmer Herbst zu hoffen.
- Bleibt St. Barthol im Regen steh’n, ist ein guter Herbst vorherzuseh’n.
- Sind Lorenz (10. August) und Bartel schön, bleiben die Kräuter noch lange stehn.
- Bartholomä voll Sonnenglut macht Wein und Reben stark und gut.
- Bartholomä-Mann werden d'Nuss'n braun
- Um Barthelmä schaut der Schnee über's Joch her.

### 25. August: St. Ludwig
- Wenn im März die Veilchen blühn, an Ludwig oft die Schwalben ziehn.

### 28. August: St. Augustin
- An Augustin gehen die warmen Tage dahin.
- Um Augustin ziehn die Wetter hin.
- Um die Zeit von Augustin gehn die warmen Tage hin.

### 30. August: St. Felix
- Bischof Felix zeigt an, was wir 40 Tag’ für Wetter han.

### 31. August: St. Raimund
- Sankt Raimund treibt die Wetter aus.

## September
- Wie der Basilius (2. Januar), so der September.
- September warm und klar, verheißt ein gutes nächstes Jahr.
- Am Septemberregen ist dem Bauer viel gelegen.
- Donnert’s im September noch, wird der Schnee um Weihnacht hoch.
- Im September die Birnen fest am Stiel, bringt der Winter Kälte viel.
- Wenn im September viele Spinnen kriechen, sie einen harten Winter riechen.
- Viel Nebel im September über Tal und Höh’, bringt im Winter tiefen Schnee.
- Viel Eicheln im September, viel Schnee im Dezember.
- Wenn Bucheckern geraten wohl, Nuss- und Eichbaum hängen voll, so folgt ein harter Winter drauf, und es fällt der Schnee zuhauf.

### 1. September: St. Ägidius
- Wie das Wetter an Ägidius so es vier Wochen bleiben muss.
- Ist Ägidi ein heller Tag, ich dir schönen Herbst ansag.
- Ägidius Regen kommt ungelegen.
- Gib auf Ägidius wohl Acht, er sagt dir, was der Monat macht.
- Wer Korn schon um Ägidi sät, nächstes Jahr viel Frucht abmäht.

### 4. September: St. Rosalia
- Zu Sankt Veit (15. Juni) geht’s auf die Weid, Sankt Rosal treibt’s Vieh ins Tal.

### 6. September: St. Magnus
- Wie das Wetter am Magnustag so es vier Wochen bleiben mag.

### 7. September: St. Regine
- Ist Regine warm und sonnig, bleibt das Wetter lange wonnig.
- Regina warm und wonnig, bleibt das Wetter lange sonnig.

### 8. September: Mariä Geburt
- Wie sich das Wetter an Maria Geburt verhält, so ist’s noch vier Wochen bestellt.
- Wird Mariä Geburt gesät, ist’s nicht zu früh und nicht zu spät.
- Zu Mariä Geburt fliegen die Schwalben furt. Bleiben sie noch da, ist der Winter nicht nah.

### 9. September: St. Gorgon
- Ist Gorgon schön, bleibt’s noch sechs Wochen schön.
- Bringt St. Gorgon Regen, folgt ein Herbst mit bösen Wegen.
- Regnet es am Sankt Gorgons Tag, geht dir Ernte verloren bis auf den Sack.

### 11. September: St. Protus
- Wenn’s an Protus nicht nässt, ein dürrer Herbst sich sehen lässt.

### 12. September: Mariä Namen
- An Mariä Namen, sagt der Sommer Amen.
- An Mariä Namen kommen die Schwalben zusammen.

### 14. September: Kreuzerhöhungstag
- Ist’s hell am Kreuzerhöhungstag, so folgt ein strenger Winter nach.

### 15. September: St. Ludmilla
- St. Ludmilla, das fromme Kind, bringt gern Regen und Wind.
- Ludmilla will nicht artig sein, bringt viel Wind und Regen rein.

### 16. September: St. Cyrianus
- An Sankt Cyprian zieht man oft schon Handschuh’ an.

### 17. September: St. Lambert von Lüttich
- Auf Lambert hell und klar, folgt ein trocken Jahr.

### 18. September: St. Lampert von Freising
- Trocken wird das Frühjahr sein, ist St. Lampert klar und rein.

### 21. September: St. Matthäus
- Hat Matthäus schön’ Wetter im Haus, so hält es noch vier Wochen aus.
- Tritt Matthäus stürmisch ein, wird’s bis Ostern Winter sein.
- Wenn Matthäus weint statt lacht, Essig aus dem Wein er macht.
- Wenn Matthäus freundlich schaut, man auf gutes Wetter baut.

### 22. September: St. Mauritius
- Klares Wetter an Mauritius, im nächsten Jahr viel Wind kommen muss.
- Ist Sankt Martin hell und klar, stürmt der Winter, das ist wahr.
- Zeigt sich klar Mauritius, viele Stürm’ er bringen muss.

### 24. September: St. Virgilius
- Friert es auf Virgilius, im Märzen Kälte kommen muss.

### 25. September: St. Kleophas
- Nebelt’s an St. Kleophas, wird der ganze Winter nass.

### 26. September: St. Damian und St. Kosmas
- Sankt Kosmas und Sankt Damian fängt das Laub zu färben an.

### 27. September: St. Hiltrud von Lissies / Helmtrud
- Wenn Hiltrud im Kalender steht, wird noch einmal das Gras gemäht.

- Fallen die Eicheln vor Michael (29. September) ab, so steigt der Sommer früh in’s Grab.

### 28. September: St. Wenzeslaus (Wenzel, Vaclav)
- Kommt Wenzeslaus mit Regen an, werden wir Nüsse bis Weihnachten ha’n.

### 29. September: Die Erzengel Michael, Gabriel und Raphael
- Der Michel zündt’s Licht an.
- Regnet’s am Michaelistag, folgt milder Winter nach. Wenn aber Michael der Wind kalt weht, ein harter Winter zu erwarten steht.
- Auf nassen Michaeltag, nasser Herbst folgen mag.
- Gibt Michaeli Sonnenschein, wird in zwei Wochen Winter sein.
- Sind Zugvögel an Michaeli noch hier, haben bis Weihnachten lind Wetter hier.
- Fallen die Eicheln vor Michaeli ab, so steigt der Sommer früh ins Grab.
- Um Michaelis in der Tat gedeiht die beste Wintersaat.

### 30. September: St. Hieronymus
- Von Michel und Hieronymus mach aufs Weihnachtswetter Schluss.

## Oktober
- Oktoberschnee tut Mensch’ und Tieren weh.
- Ist der Oktober warm und fein, kommt ein scharfer Winter drein. Ist er aber nass und kühl, mild der Winter werden will.
- Oktober rau, Januar flau.
- Im Oktober der Nebel viel, bringt im Winter der Flocken Spiel.
- Bringt der Oktober viel Regen, ist’s für die Felder ein Segen.
- Warmer Oktober bringt fürwahr, stets einen kalten Februar.
- Wenn’s im Oktober friert und schneit, bringt der Jänner milde Zeit.
- Schneit’s im Oktober gleich, wird der Winter weich.
- Hilft der Oktober nicht mit Sonne, hat der Winzer keine Wonne.
- Viel Nebel im Oktober, viel Schnee im Winter.
- Im Oktober Sturm und Wind, uns den frühen Winter kündt.

### 1. Oktober: St. Remigius
- Regen an Sankt Remigius bringt den ganzen Monat Verdruss.

### 2. Oktober: St. Leodegar
- Laubfall an Sankt Leodegar kündigt an ein fruchtbar Jahr.
- Fällt das Laub auf Leodegar, so ist das nächste ein fruchtbares Jahr.

### 4. Oktober: St. Franziskus
- Sonne an Sankt Franz gibt dem Wein den Glanz.

### 6. Oktober: St. Bruno
- Sankt Bruno, der Kartäuser, lässt die Fliegen in die Häuser.

### 8. Oktober: St. Pelagia von Antiochia, Märtyrerin
- St. Pelei führt Donner und Hagel herbei.

### 9. Oktober: St. Dionysius (Denis)
- Regnet’s an Sankt Dionys, wird der Winter nass gewiss.

### 13. Oktober: St. Koloman
- Heiliger Koloman schick mir einen braven Mann.

### 14. Oktober: St. Burkhard (Burkard) (Erhebung der Gebeine)
- Sankt Burkhard Sonnenschein schüttet Zucker in den Wein.

### 15. Oktober: St. Theresa
- Zu Theres’ beginnt die Weinles’.

### 16. Oktober: St. Hedwig und St. Gallus
- Sankt Hedwig und Sankt Gall’ machen das Schneewetter all’.
- Gießt Sankt Gallus wie ein Fass, wird der nächste Sommer nass; ist der trocken folgt vom Sommer noch ein Brocken.
- Sankt Gallen lässt den Schnee fallen, treibt die Kuh in den Stall und die Äpfel in den Sack.
- An Sankt Hedwig und Sankt Gall schweigt der Vögel Sang und Schall.
- An Hedwig bricht der Wetterlauf und hört das schöne Wetter auf.
- An Galles schaff heim alles (aus dem Nassauischen)

### 17. Oktober
- Nach dem Sankt Gallus-Tag (16. Oktober) nichts mehr im Garten bleiben mag.
- Nach Sankt Gall (16. Oktober) bleibt die Kuh im Stall.

### 18. Oktober: St. Lukas
- Wer an Lukas Roggen streut, es im Jahr darauf nicht bereut.
- Ist Sankt Lukas mild und warm, folgt ein Winter, dass Gott erbarm.
- Sankt Lukas Evangelist bringt Spätroggen ohne Mist.

### 20. Oktober: St. Wendelin
- Sankt Wendelin, verlass uns nie, schirm unsern Stall, schütz unser Vieh.

### 21. Oktober: St. Ursula
- Zu Ursula muss das Kraut herein, sonst wird’s noch lange draußen sein.
- Lacht Ursula mit Sonnenschein, wird wenig Schnee vorm Christfest sein.
- An Ursula muss das Kraut herein, sonst schneien Simon und Judas (28. Oktober) drein.
- Sankt Ursula will uns sagen, bald könnt das Feld Schnee tragen.

### 23. Oktober: St. Severin
- Wenn’s Sankt Severin gefällt, so bringt er mit die erste Kält’.

### 25. Oktober: St. Crispinus und Crispinianus, Krispin
- Mit Krispin sind alle Fliegen hin.

### 26. Oktober: St. Albin
- Warmer Sankt Albin bringt fürwahr stets einen kalten Januar.

### 27. Oktober
- Wer Weizen sät vorm Simonstage (28. Oktober), dem trägt er goldene Ähren ohne Frage.
- Bevor du Simon (und) Judas (28. Oktober) schaust, pflanze Bäume, schneide Kraut.

### 28. Oktober: Apostel Simon und Apostel Judas
- Ist’s an Judas hell und klar, gibt’s Regen erst an Cäcilia (22. November).
- Simon und Juda, ja die zwei, führen oft den Schnee herbei.
- Bevor du Simon und auch Judas schaust, pflanze Bäume, schneide Kraut.
- Simon und Judä hängen an die Stauden Schnee.

### 29. Oktober
- Wenn Simon und Judas (28. Oktober) vorbei, rückt der Winter schnell herbei.

### 30. Oktober
- Zu Ende Oktober Regen bringt ein fruchtbar Jahr zuwegen.

### 31. Oktober: St. Wolfgang
- Regen am Sankt-Wolfgangs-Tag, gut für das nächste Jahr sein mag.
- Sankt Wolfgang Regen verspricht ein Jahr voll Segen.
- Am Wolfgang Regen ist viel gelegen.

## November
- Wer nicht im November die Äcker gestürzt, der wird im nächsten Jahr verkürzt.
- November hell und klar, ist übel fürs nächste Jahr.
- November warm und klar, keine Sorge fürs nächste Jahr.
- Hängt das Laub bis November hinein, wird der Winter lange sein.
- Hält der Baum die Blätter lang’, macht ein später Winter bang’.
- Bringt der November Morgenrot, der Aussaat dann viel Schaden droht.
- Viel Nebel im November, viel Schnee im Winter.
- Wenn der November blitzt und kracht, im nächsten Jahr der Bauer lacht.
- Gefriert im November schon das Wasser, wird der Januar umso nasser.
- Donnert’s im November gar, so folgt ein gesegnetes Jahr.
- Baumblüt’ im November gar, noch nie ein gutes Zeichen war.
- Blühn im November die Bäume auf’s Neu’, dann währet der Winter bis zum Mai.
- Trägt der Berg einen Hut so wird das Wetter gut, trägt er keinen, wird es bald weinen.

### 1. November: Allerheiligen
- Bringt Allerheiligen einen Winter, so bringt Martini (11. November) einen Sommer.
- Allerheiligen bringt Sommer für alte Weiber, der ist des Sommers letzter Vertreiber.
- Ist’s zu Allerheiligen rein, tritt Altweibersommer ein.
- Hat Allerheiligen Sonnenschein, wird’s um Martini (11. November) umso kälter sein.
- Allerheiligenreif macht zur Weihnacht alles steif.
- Bricht vor Allerheiligen der Winter ein, so herrscht um Martini (11. November) Sonnenschein.

### 2. November: Allerseelen
- Der Allerseelentag drei Tropfen Regen mag.
- Um Allerseelen kalt und klar, macht auf Weihnacht alles starr.

### 3. November: St. Hubertus
- Bringt Hubertus Schnee und Eis, bleibt’s den ganzen November weiß.

### 4. November: St. Karl
- Wenn’s an Karolus stürmt und schneit, dann lege deinen Pelz bereit.

### 6. November: St. Leonhard
- Wenn auf Leonhardi Regen fällt, ist’s mit dem Weizen schlecht bestellt.
- Wie’s Wetter an Lenardi ist, bleibt’s bis Weihnachten gewiss.
- Nach der vielen Arbeit Schwere, an Leonhardi die Rösser ehre.

### 11. November: St. Martin
- Wenn an/nach Martini Nebel sind, wird der Winter meist gelind.
- Wenn um Martini Regen fällt, ist’s um den Weizen schlecht bestellt.
- Ist Martini klar und rein, bricht der Winter bald herein.
- Wolken am Martinitag, der Winter unbeständig werden mag.
- Hat Martini einen weißen Bart, wird der Winter lang und hart.
- Wenn die Martinsgänse auf dem Eise geh’n, muss das Christkind im Schmutze steh’n.
- Wenn’s Laub nicht vor Martini fällt, kommt eine große Winterkält’.
- Sankt Martin Sonnenschein, tritt ein kalter Winter ein.
- Sankt Martin setzt sich schon mit Dank am warmen Ofen auf die Bank.
- Sankt Martin kommt nach alten Sitten zumeist auf einem Schimmel geritten.
- Schon nach der Allerheiligenmiss ist der Bauer des Winters gewiss; wenn er dann noch nicht kommen mag, dauert es nur bis Martinitag.
- Michel mahnt, Martin zahlt. (Sankt Martin als Steuerheiliger)[4]
- Martini enter 'n I[nn] wirft der Winter hin (liegt am St. Martins Tag Schnee am Ostufer des Inns bei Rosenheim wird der Winter mild)

### 15. November: St. Leopold
- Der heilige Leopold ist oft noch dem Altweibersommer hold.

### 17. November: St. Gertrud
- Tummeln sich an Gertrud die Haselmäuse, ist es weit mit des Winters Eise.

### 19. November: St. Elisabeth
- Sankt Elisabeth zeigt an, was der Winter für ein Mann.
- Es kündigt die Elisabeth, was für ein Winter vor uns steht.

### 21. November: Mariä Tempelgang (Mariä Opferung)
- Mariä Opferung hell und rein, bringt einen harten Winter rein.
- Mariä Opferung klar und hell, naht ein strenger Winter schnell.
- Mariä Opferung klar und hell, macht den Winter streng und ohne Fehl.

### 22. November: St. Cäcilia
- Die heilige Cäcilie mit Dank setzt sich auf die Ofenbank.
- Wenn es an Cäcilia schneit, ist der Winter nimmer weit.
- Cäcilia im weißen Kleid, erinnert an die Winterzeit.

### 23. November: St. Clemens / Klemens
- Dem heiligen Klemens traue nicht, denn selten zeigt er ein mild’ Gesicht.
- Sankt Klemens uns den Winter bringt.

### 25. November: St. Katharina
- Wenn kein Schneefall auf Kathrein is’, auf Sankt Andreas (30. November) kommt er g’wiss.
- Ist an Kathrein das Wetter matt, kommt im Frühjahr spät das Blatt.
- Wie das Wetter um Kathrein, wird’s den ganzen Winter sein.
- Kathrein stellt den Tanz ein. (siehe: Kathreintanz)
- Wer eine Gans zum Essen mag, beginn’ sie zu mästen am Katarinentag.
- Kathrein wirft den Stein in den Rhein, die kalte Sophie holt ihn wieder raus
- Kathrein stellt 'n Tanz ein (Beginn der Winterfastenzeit ohne Tanz und Kapellenmusik)

### 26. November: St. Konrad
- An Konrad steht kein Mühlenrad, weil der ja immer Wasser hat.
- Der Konrad und die Kathrein (25. November), die knien sich in den Dreck hinein.

### 27. November: St. Virgilius (Fergal)
- Friert es auf Virgilius, im Märzen Kälte kommen muss.

### 30. November: St. Andreas
- Andreas, hell und klar, verspricht ein gutes Jahr.
- Wirft herab Andreas Schnee, tut’s den Korn und Weizen weh.
- Andreasschnee tut Korn und Weizen weh.
- Wenn kein Schneefall auf Kathrein (25. November) ist, auf Sankt Andreas kommt er g’wiss.
- Hält Sankt Andrä den Schnee zurück, so schenkt er reiches Saatenglück.
- Es verrät dir die Andreasnacht, was das Wetter wohl so macht.

## Dezember
- Dezember lind, der Winter ein Kind.
- Im Dezember Schnee und Frost, das verheißt viel Korn und Most.
- Kalter Dezember und fruchtbar Jahr sind vereinigt immerdar.
- Auf kalten Dezember mit tüchtigem Schnee folgt ein fruchtbar Jahr mit reichlich Klee.
- Dezember, kalt mit Schnee tut dem Ungeziefer weh.
- Ist der Dezember wild mit Regen, dann hat das nächste Jahr wenig Segen.
- Donnert’s im Dezember gar, kommt viel Wind im nächsten Jahr.
- Herrscht im Dezember recht strenge Kält’, sie volle 18 Wochen hält.
- Dezember, veränderlich und lind, ist der ganze Winter ein Kind.
- So kalt wie im Dezember, so heiß wird’s im Juni.

### 1. Dezember: St. Eligius
- Fällt auf Eligius ein starker Wintertag, die Kälte wohl vier Monate dauern mag.

### 2. Dezember: St. Bibiana
- Gibt’s Regen am Bibianatag, es noch vierzig Tage regnen mag.
- Wenn’s regnet am Bibianatag, regnet’s 40 Tag und eine Woche danach.

### 4. Dezember: St. Barbara
- Geht Barbara im Klee, kommt das Christkind im Schnee.
- Knospen an Sankt Barbara, sind zum Christfest Blüten da.

### 5. Dezember
- Nach Barbara (4. Dezember) geht’s Frosten an, kommt’s früher, ist nicht wohlgetan.

### 6. Dezember: St. Nikolaus
- Regnet’s an Sankt Nikolaus, wird der Winter streng und graus.
- Trockener Nikolaus, milder Winter rund um’s Haus.

### 7. Dezember: St. Ambrosius
- Ist Ambrosius schön und rein, wird Sankt Florian (4. Mai) ein Wilder sein.
- Ambrosius schneit oft dem Bauern auf den Fuß.

### 8. Dezember: Mariä Empfängnis
- Zu Mariä Empfängnis Regen bringt dem Heu keinen Segen.

### 13. Dezember: St. Lucia
- An Sankt Lucia ist der Abend dem Morgen nah.
- Sankt Luzia stutzt den Tag und macht die längste Nacht.

Erklärung: Bis zur Gregorianischen Kalenderreform war der 13. Dezember der kürzeste Tag des Jahres, es galt bis dahin der Julianische Kalender.

### 16. Dezember: St. Adelheid
- Die Adelheid liebt weiße Flocken, so bleibt die Erde selten trocken.
- Um die Zeit von Adelheid, da macht sich gern der Winter breit.
- Um Adelheid, da kommt der Schnee, der tut der Wintersaat nicht weh.

### 17. Dezember: St. Lazarus
- Ist Sankt Lazar nackt und bar, gibt’s ein schönes neues Jahr.
- Sankt Lazarus nackt und bar macht einen linden Februar.

### 18. Dezember: St. Wunibald
- Um den Tag des Wunibald, da wird es meistens richtig kalt.

### 21. Dezember: St. Thomas
- Wenn Sankt Thomas dunkel war, gibt’s ein schönes neues Jahr.
- Sankt Thomas bringt die längste Nacht, weil er den kürzesten Tag gebracht.
- Am Thomastag wächst der Tag nur einen Hahneschritt.

### 23. Dezember
- Vor Weihnacht viel Wasser, nach Johannis (24. Juli) kein Brot.

### 24. / 25. Dezember: Heiliger Abend, Weihnachten
- Wie die Witterung an Adam und Eva (24.12.), so bleibt sie bis Ende des Monats.
- Wenn es Weihnachten flockt auf allen Wegen, das bringt den Feldern Segen.
- Ist es Grün zur Weihnachtszeit, fällt der Schnee auf Ostereier.
- Hängt zu Weihnacht Eis von den Weiden, kannst du zu Ostern Palmen schneiden.
- Ist es Weihnachten kalt, ist kurz der Winter, das Frühjahr kommt bald.
- Wer sein Holz nach Weihnachten fällt, dessen Gebäude zehnfach hält.
- Weihnachten im Schnee, Ostern im Klee.
- Bis Weihnacht gibt es Speck und Brot, danach kommt Kält’ und Not.
- Je dicker das Eis um Weihnacht liegt, je zeitiger der Bauer Frühling kriegt.
- Bringt das Christkind Kält’ und Schnee, drängt das Winterkorn in die Höh’.
- Wenn’s Christkindlein Tränen weint, vier Wochen keine Sonne scheint.
- Weihnacht, die im grünen Kleid, hält für Ostern Schnee bereit.
- Viel Wind in den Weihnachtstagen, reichlich Obst die Bäume tragen.

### 26. Dezember: St. Stefan
- Bringt Sankt Stephan Wind, die Winzer nicht erfreuet sind.
- Scheint am Stephanstag die Sonne, so gerät der Flachs zur Wonne.
- Windstill soll Sankt Stephan sein, soll der nächste Wein gedeihn.
- Stefani einen Ha[hnen]tritt, Neujahr einen Hirschsprung, Hl. Dreikönig eine 1/4 Stunde, Sebastian eine 1/2 Stunde, Lichtmess eine ganze Stunde (Tageslängenzuwachs)

### 27. Dezember: St. Johannes
- Hat der Evangelist Johannes Eis, dann macht es der Täufer (24. Juni) heiß.

### 28. Dezember: Unschuldige Kinder
- Schneit’s an unschuldige Kindl, fährt der Januar in die Schindel.
- Haben’s die unschuldigen Kindlein kalt, so weicht der Frost nicht so bald.
- Sitzen die unschuldigen Kindlein in der Kälte, vergeht der Frost nicht in Bälde.

### 31. Dezember: St. Silvester
- Silvesternacht düster oder klar sagt an ein gutes Jahr.[5]
- Wenn’s Silvester stürmt und schneit, ist Neujahr nicht mehr weit.
- Ist’s an Silvester hell und klar, ist am nächsten Tag Neujahr.
- Silvester wenig Wind und Morgensonn’ gibt viel Hoffnung auf Wein und Korn.
- Silvesterwind und warme Sonn’ verdirbt die Hoffnung auf Wein und Korn.